# Eric Camerota
Eric Camerota, né le 9 janvier 1985 à Salt Lake City, est un coureur du combiné nordique américain. Son frère jumeau Brett est également un coureur du combiné nordique. 

## Palmarès

### Jeux olympiques d'hiver
| Épreuve / Édition | Épreuve / Édition | Turin 2006 |
| Sprint            | Sprint            | 39e        |
| Gundersen         | Gundersen         | -          |
| Par équipes       | Par équipes       | -          |

### Championnats du monde
| Épreuve / Édition | Épreuve / Édition | Oberstdorf 2005                  | Sapporo 2007                     | Liberec 2009                     |
| Sprint            | Sprint            | Abandon                          | Abandon                          | Épreuve inexistante à cette date |
| Départ en ligne   | Départ en ligne   | Épreuve inexistante à cette date | Épreuve inexistante à cette date | 25e                              |
| Gundersen         | Gundersen         | 37e                              | 44e                              | Épreuve inexistante à cette date |
| Gundersen         | PT                | Épreuve inexistante à cette date | Épreuve inexistante à cette date | -                                |
| Gundersen         | GT                | Épreuve inexistante à cette date | Épreuve inexistante à cette date | 34e                              |
| Par équipes       | Par équipes       | -                                | 9e                               |                                  |

- : n'a pas participé à l'épreuve

### Coupe du monde
- Meilleur classement général : 39e en 2008.
- Aucun podium dans des épreuves de coupe de monde (meilleure performance : 20e).

### Coupe du monde B & Coupe continentale
- 4 podiums dont 2 victoires.